# Nekrolog 1. Quartal 1928
Nekrolog
◄◄
| ◄
| 1924
| 1925
| 1926
| 1927
| 1928 | 1929 | 1930 | 1931 | 1932 | ► | ►►
1. Quartal |
2. Quartal |
3. Quartal |
4. Quartal 1928
Weitere Ereignisse | Allgemeiner Nekrolog 1928
Die Beschreibung der verstorbenen Person sollte so kurz wie möglich gehalten sein und nur deren signifikante Tätigkeit(en) enthalten.
Neue Namen ggf. auch unter dem Geburts- und Sterbedatum, also etwa unter 1. Januar und im Geburts- und Sterbejahr (2024) eintragen (nur bei entsprechender großer Wichtigkeit). Für Beispiele siehe die schon vorhandenen Artikel.
Außerdem über die fünf zuletzt Verstorbenen, zu denen es einen ausreichend guten Artikel für eine Präsentation auf der Hauptseite gibt, nach der todesbedingten Überarbeitung der Artikel ggf. auch unter Wikipedia Diskussion:Hauptseite informieren und sie am besten auch in den anderen Wikipedia-Sprachversionen eintragen. Tipp: Regelmäßig bei news.google.de nach „ist tot“, „gestorben“ oder „verstorben“ suchen.
Wenn eine Person gestorben ist, gibt es viele Seiten zu dieser Person in der Wikipedia, die davon auch betroffen sind und entsprechend aktualisiert werden müssen. Beispiele: Namenübersichtsseite, Geburtsjahr, Geburtsort-Seiten und viele mehr.
Wie finde ich die betroffenen Seiten?
Im Suchfeld auf der linken Seite gibt man den Suchbegriff so ein: „Vorname Nachname“. Dann klickt man auf Volltext und alle Seiten mit entsprechendem Suchtext werden aufgerufen. Hier sieht man dann schnell, wo auch das Todesjahr Sinn macht oder sogar ein Teil des Artikels angepasst werden muss. Auch hilft das „Werkzeug“ auf der linken Seite sehr gut, um solche Seiten aufzufinden: „Links auf diese Seite“. Somit ist die Wikipedia wieder aktuell in allen Bereichen! Hinweis: bei Eintragung der Kategorie „Gestorben JAHR“ wird der Missbrauchsfilter 49 ausgelöst, was jedoch nicht schlimm ist. Siehe: Spezial:Missbrauchsfilter/49
Dies ist eine Liste von im ersten Quartal 1928 verstorbenen bekannten Persönlichkeiten. Die Einträge erfolgen innerhalb der einzelnen Daten alphabetisch sortiert. Tiere sind im Nekrolog für Tiere zu finden.

## Januar
| Tag        | Name                                             | Beruf, bekannt als                                                                          | Alter | Beleg |
| ---------- | ------------------------------------------------ | ------------------------------------------------------------------------------------------- | ----- | ----- |
| 2. Januar  | Loïe Fuller                                      | amerikanische Burlesk-Schauspielerin, Sängerin, Serpentintänzerin, Erfinderin               | 65    |       |
| 2. Januar  | Joseph Hehle                                     | deutscher Priester, Gymnasiallehrer und Heimatforscher                                      | 85    |       |
| 2. Januar  | Bernardo Herrera Restrepo                        | kolumbianischer Erzbischof                                                                  | 83    |       |
| 2. Januar  | Tom MacMillan                                    | schottischer Fußballspieler                                                                 | 63    |       |
| 2. Januar  | Yves du Manoir                                   | französischer Rugby-Union-Spieler                                                           | 23    |       |
| 2. Januar  | Mathieu Neumann                                  | deutscher Komponist, Organist, Dirigent und Chorleiter                                      | 60    |       |
| 2. Januar  | Max Schwarze                                     | Wegbereiter der Sportwissenschaft                                                           | 53    |       |
| 3. Januar  | Alois Bauer                                      | österreichischer Politiker                                                                  | 82    |       |
| 3. Januar  | Franz Budig                                      | österreichischer Politiker (Christlichsoziale Partei) und Landwirt                          | 57    |       |
| 3. Januar  | Georg von Haslingen                              | preußischer Generalleutnant                                                                 | 75    |       |
| 3. Januar  | Walther August Friedrich van der Hoop            | großherzoglich hessischer Oberforstmeister und Kammerherr                                   | 66    |       |
| 4. Januar  | Paul Bilfinger                                   | deutscher Brückenbauingenieur                                                               | 69    |       |
| 4. Januar  | Johan Ludvig Heiberg                             | dänischer Mathematikhistoriker und Philologe                                                | 73    |       |
| 4. Januar  | Otto von Hügel                                   | württembergischer Offizier, General der Infanterie im Ersten Weltkrieg                      | 74    |       |
| 4. Januar  | Jacob van Rees                                   | niederländischer Autor und Anarchist                                                        | 73    |       |
| 4. Januar  | Philipp Zorn                                     | deutscher Staatsrechtler                                                                    | 77    |       |
| 5. Januar  | Hugo Alexander-Katz                              | deutscher Jurist und Autor                                                                  | 81    |       |
| 5. Januar  | Ernst von Gemmingen-Hornberg                     | württembergischer Offizier, Ritterkreuzträger                                               | 76    |       |
| 5. Januar  | Heinrich Theodor Kimpel                          | deutscher Lehrer und Politiker (DDP), MdL                                                   | 65    |       |
| 5. Januar  | Wassyl Ljaskoronskyj                             | ukrainisch-sowjetischer Historiker, Archäologe, Numismatiker, Ethnograph und Schriftsteller | 67    |       |
| 6. Januar  | Karl Abelmann                                    | deutscher Politiker (SPD), MdL                                                              | 50    |       |
| 6. Januar  | Karl Diener                                      | österreichischer Geologe, Paläontologe und Alpinist                                         | 65    |       |
| 6. Januar  | Alvin Kraenzlein                                 | US-amerikanischer Leichtathlet                                                              | 51    |       |
| 6. Januar  | Ludwig Milch                                     | deutscher Geologe                                                                           | 60    |       |
| 6. Januar  | Wilhelm Ramsay                                   | finnischer Geologe                                                                          | 62    |       |
| 6. Januar  | Hermann von Schrötter                            | österreichischer Mediziner                                                                  | 57    |       |
| 6. Januar  | Felix Schwabach                                  | deutscher Beamter und Politiker (NLP), MdR                                                  | 72    |       |
| 7. Januar  | Marie Gebauerová                                 | tschechische Schriftstellerin                                                               | 58    |       |
| 7. Januar  | Georg Larisch von Moennich                       | schlesischer Graf, Ehemann der Marie Louise von Larisch-Wallersee                           | 72    |       |
| 7. Januar  | Richard Pribram                                  | österreichischer Chemiker                                                                   | 80    |       |
| 7. Januar  | Charles Léon Ungemach                            | elsässischer Industrieller und Landtagsabgeordneter                                         | 83    |       |
| 7. Januar  | Eilhard Wiedemann                                | deutscher Physiker                                                                          | 75    |       |
| 7. Januar  | Paul Gotthold Hugo Wilsdorf                      | deutscher Jurist, Geheimer Rat und Ministerialdirektor                                      | 72    |       |
| 8. Januar  | Aristide Baragiola                               | italienischer Germanist, Romanist und Volkskundler                                          | 80    |       |
| 8. Januar  | Hans Bohla                                       | deutscher Politiker (KPD, USPD), MdR und Journalist                                         | 36    |       |
| 8. Januar  | Leopold Hilsner                                  | böhmisches Opfer eines Justizirrtums                                                        |       |       |
| 8. Januar  | Otto Aloys Graf Huyn                             | Oberst der österreichisch-ungarischen Armee                                                 | 68    |       |
| 8. Januar  | Juan Bautista Justo                              | argentinischer Arzt und Politiker                                                           | 62    |       |
| 8. Januar  | Leonhard Lang                                    | österreichischer Papierhändler und Wohltäter                                                | 84    |       |
| 8. Januar  | Otto Stolten                                     | deutscher Politiker (SPD), MdHB, MdR                                                        | 74    |       |
| 9. Januar  | Arnold Billwiller                                | Schweizer Brauereiunternehmer                                                               | 77    |       |
| 9. Januar  | Fairfax Cartwright                               | britischer Diplomat                                                                         | 70    |       |
| 9. Januar  | George Chardin Denton                            | britischer Kolonialverwalter und Kolonialgouverneur                                         | 76    |       |
| 9. Januar  | Tryggve Larssen                                  | norwegischer Bauingenieur                                                                   | 57    |       |
| 9. Januar  | Edouard Sandoz                                   | Schweizer Unternehmer                                                                       | 74    |       |
| 10. Januar | Ralph Aitken                                     | schottischer Fußballspieler                                                                 | 64    |       |
| 10. Januar | Franz von Brühl                                  | Verwaltungsjurist; Landrat, Regierungspräsident der Hohenzollernschen Lande                 | 75    |       |
| 11. Januar | Laura Valborg Aulin                              | schwedische Pianistin und Komponistin                                                       | 68    |       |
| 11. Januar | Thomas Hardy                                     | englischer Schriftsteller                                                                   | 87    |       |
| 12. Januar | Marie Gerner                                     | deutsch-schweizerische Schriftstellerin                                                     | 84    |       |
| 12. Januar | Rudolf Těsnohlídek                               | tschechischer Publizist, Prosaschriftsteller, Dichter und Übersetzer                        | 45    |       |
| 12. Januar | Friedrich Timmermann                             | deutscher Landwirt und Kommunalpolitiker                                                    | 72    |       |
| 13. Januar | Ludwig Bernoully                                 | deutscher Architekt                                                                         | 54    |       |
| 13. Januar | Frederick Arthur Bridgman                        | US-amerikanischer Maler des Orientalismus                                                   | 80    |       |
| 13. Januar | Albert Clement                                   | deutscher Kaufmann und Bürgermeister von Rostock                                            | 78    |       |
| 13. Januar | Otto Eberbach                                    | deutscher Forstmann                                                                         | 62    |       |
| 13. Januar | Fritz Heyn                                       | deutscher Lokalpolitiker                                                                    | 78    |       |
| 13. Januar | Johan Peter Koch                                 | dänischer Offizier, Kartograf und Polarforscher                                             | 57    |       |
| 13. Januar | Ludwig Lichtheim                                 | deutscher Mediziner                                                                         | 82    |       |
| 13. Januar | Friedrich Loofs                                  | deutscher evangelischer Kirchenhistoriker                                                   | 69    |       |
| 13. Januar | Henry Siddons Mowbray                            | US-amerikanischer Maler                                                                     | 69    |       |
| 13. Januar | Earle Nelson                                     | US-amerikanischer Serienmörder                                                              | 30    |       |
| 14. Januar | August Georg Koch                                | österreichischer Senior der evangelischen Kirche                                            | 83    |       |
| 14. Januar | Alexander König                                  | Lübeckischer Fabrikant und Mäzen                                                            | 54    |       |
| 14. Januar | Archibald Cary Coolidge                          | US-amerikanischer Diplomat und Historiker                                                   | 61    |       |
| 14. Januar | John Mitchell                                    | australischer Paläontologe                                                                  | 79    |       |
| 14. Januar | Alois Schwarz                                    | mährischer Lehrer und Chemiker                                                              | 73    |       |
| 15. Januar | William Thomas Bland                             | US-amerikanischer Politiker                                                                 | 66    |       |
| 15. Januar | Heinrich Friedrich Ludwig Meyer                  | deutscher Schachkomponist                                                                   | 88    |       |
| 15. Januar | Ferdinand Mülhens                                | Gutsbesitzer und Unternehmer                                                                | 83    |       |
| 15. Januar | Fokion Negris                                    | griechischer Wissenschaftler und Politiker                                                  | 81    |       |
| 16. Januar | Albrecht von Alvensleben-Schönborn               | preußischer Kammerherr, Mitglied des Preußischen Herrenhauses                               | 79    |       |
| 16. Januar | Bernhard III.                                    | letzter regierende Herzog von Sachsen-Meiningen (1914–1918)                                 | 76    |       |
| 16. Januar | Anastassija Alexejewna Werbizkaja                | russische Schriftstellerin, Dramatikerin und Memoiristin                                    | 66    |       |
| 16. Januar | George Merrill                                   | englischer Schwulenaktivist                                                                 | 60    |       |
| 16. Januar | Jorģis Zemitāns                                  | lettischer Militär und Politiker                                                            | 54    |       |
| 17. Januar | Walter Ernst                                     | deutscher Verwaltungsjurist und Präsident des Konsistoriums in Wiesbaden                    | 70    |       |
| 17. Januar | Johannes Gerschmann                              | deutscher Philologe und Gymnasiallehrer                                                     | 69    |       |
| 17. Januar | Wilhelm Höpflinger                               | deutscher Konstrukteur                                                                      | 74    |       |
| 17. Januar | Nahida Ruth Lazarus                              | deutsche Schriftstellerin und Journalistin                                                  | 78    |       |
| 17. Januar | Georg Minden                                     | deutscher Verwaltungsjurist und Vorsitzender der reformjüdischen Gemeinde von Berlin        | 77    |       |
| 17. Januar | Hermann Schütt (Unternehmer)                     | Schiffsmakler, Reeder, Versicherungsagent                                                   | 61    |       |
| 18. Januar | Karl Daczko                                      | deutsch-polnischer Politiker, Mitglied des Sejm                                             | 67    |       |
| 18. Januar | Charles Henry Gordon-Lennox, 7. Duke of Richmond | britischer Adliger und Politiker, Mitglied des House of Commons                             | 82    |       |
| 18. Januar | Fritz Graf                                       | preußischer Verwaltungsbeamter, Polizeipräsident und Landrat                                | 55    |       |
| 18. Januar | Anton Georg Zwengauer                            | deutscher Maler                                                                             | 77    |       |
| 19. Januar | John Wilbur Dwight                               | US-amerikanischer Politiker                                                                 | 68    |       |
| 19. Januar | Eberhard von Hofacker                            | württembergischer Offizier, zuletzt Generalleutnant im Ersten Weltkrieg                     | 66    |       |
| 19. Januar | Erasmo Pèrcopo                                   | italienischer Romanist, Italianist und Literaturwissenschaftler                             | 67    |       |
| 19. Januar | Hans Hinrich Wendt                               | deutscher evangelischer Theologe                                                            | 74    |       |
| 20. Januar | Johannes Emmer                                   | österreichischer Journalist und Funktionär des Deutschen und Österreichischen Alpenvereins  | 78    |       |
| 20. Januar | Paul Hoff                                        | Arbeitersekretär und Senator der Hansestadt Lübeck                                          | 60    |       |
| 20. Januar | John de Robeck                                   | britischer Admiral                                                                          | 65    |       |
| 20. Januar | George Augustine Taylor                          | australischer Journalist, Erfinder und Luftfahrtpionier                                     | 55    |       |
| 21. Januar | Nikolai Astrup                                   | norwegischer Maler                                                                          | 47    |       |
| 21. Januar | George Washington Goethals                       | Offizier der US-Armee und Ingenieur                                                         | 69    |       |
| 23. Januar | María Guerrero                                   | spanische Schauspielerin                                                                    | 60    |       |
| 23. Januar | Lisa Rado                                        | ungarische Theaterschauspielerin und Sängerin                                               | 36    |       |
| 23. Januar | John Henry Raney                                 | US-amerikanischer Politiker                                                                 | 78    |       |
| 24. Januar | Edward H. Gove                                   | US-amerikanischer Politiker                                                                 | 80    |       |
| 24. Januar | Pompeo Gherardo Molmenti                         | italienischer Historiker, Schriftsteller, Politiker                                         | 75    |       |
| 24. Januar | Wilhelm Wilhelmi                                 | deutscher Theaterschauspieler                                                               | 77    |       |
| 26. Januar | Paul Friedrichs                                  | deutscher Ziegeleibesitzer                                                                  | 68    |       |
| 27. Januar | Gejza Schiller                                   | ungarischer Maler, Grafiker und Illustrator                                                 | 33    |       |
| 28. Januar | Vicente Blasco Ibáñez                            | spanischer Schriftsteller und Politiker                                                     | 60    |       |
| 28. Januar | Rudolf Sendig                                    | Hotelier, Stadtrat und Ehrenbürger der Stadt Bad Schandau                                   | 80    |       |
| 29. Januar | Henry C. Brewster                                | US-amerikanischer Politiker                                                                 | 82    |       |
| 29. Januar | Hermine Haader                                   | österreichische Malerin                                                                     | 73    |       |
| 29. Januar | Douglas Haig, 1. Earl Haig                       | britischer Feldmarschall                                                                    | 66    |       |
| 29. Januar | Gustav Roeßler                                   | deutscher Elektroingenieur und Hochschullehrer                                              | 58    |       |
| 30. Januar | Karl Bleibtreu                                   | deutscher Schriftsteller                                                                    | 69    |       |
| 30. Januar | Johannes Fibiger                                 | dänischer Pathologe                                                                         | 60    |       |
| 31. Januar | Desiderius Lenz                                  | deutscher Bildhauer, Architekt, Maler und Benediktiner                                      | 95    |       |
|            | Ludwig Werner                                    | deutscher Redakteur und Politiker, MdR, Antisemit                                           | 72    |       |

## Februar
| Tag         | Name                            | Beruf, bekannt als | Alter | Beleg |
| ----------- | ------------------------------- | --- | ----- | ----- |
| 1. Februar  | Ah Toy                          | US-amerikanische Bordellbetreiberin                                                                                            |       |       |
| 1. Februar  | Hughie Jennings                 | US-amerikanischer Baseballspieler und -trainer                                                                                 | 58    |       |
| 2. Februar  | Alwin Bauer                     | deutscher Unternehmer und nationalliberaler Politiker, MdL (Königreich Sachsen)                                                | 71    |       |
| 2. Februar  | Hans Adolf von Brause           | deutscher Reformpädagoge, Realschuldirektor                                                                                    | 80    |       |
| 2. Februar  | Franz Kamniker                  | österreichischer Mediziner und Politiker                                                                                       | 57    |       |
| 2. Februar  | Emil Reynier                    | deutscher Porträt- und Landschaftsmaler sowie Zeichner                                                                         | 91    |       |
| 2. Februar  | Otto Schröder                   | deutscher Assyriologe | 40    |       |
| 2. Februar  | Sergei Sergejewitsch Solomko    | russischer Grafiker, Aquarellist und Buchkünstler                                                                              | 60    |       |
| 2. Februar  | Spas Wazow                      | bulgarischer Klimatologe und Meteorologe                                                                                       | 71    |       |
| 3. Februar  | Henri Bosmans                   | belgischer Mathematikhistoriker                                                                                                | 75    |       |
| 3. Februar  | Otto Rüdlin                     | deutscher Verwaltungsjurist im preußischen Staatsdienst, Staatssekretär des Reichspostamtes (1917–1919)                        | 66    |       |
| 3. Februar  | Josef Schweighofer              | österreichischer Psychiater | 61    |       |
| 4. Februar  | Hendrik Antoon Lorentz          | niederländischer Mathematiker und Physiker                                                                                     | 74    |       |
| 4. Februar  | Felix Marchand                  | deutscher Mediziner | 81    |       |
| 4. Februar  | Manche Masemola                 | südafrikanische Märtyrerin |       |       |
| 4. Februar  | Aram J. Pothier                 | US-amerikanischer Politiker | 73    |       |
| 4. Februar  | Fritz Raschig                   | deutscher Industrieller, Chemiker und Politiker (DDP), MdR                                                                     | 64    |       |
| 4. Februar  | Theodor Salzmann                | deutscher Musikpädagoge, Sänger, Komponist und Herausgeber von Musiksammlungen                                                 | 73    |       |
| 4. Februar  | Otto Wehle                      | Gelbgießer und Fabrikant | 68    |       |
| 5. Februar  | Kurt Behrens                    | deutscher Schwimmer | 43    |       |
| 5. Februar  | Rudolf Otto Franke              | deutscher Indologe | 65    |       |
| 5. Februar  | Richard Lucke                   | deutscher Verwaltungsjurist | 69    |       |
| 5. Februar  | Flora Wambaugh Patterson        | US-amerikanische Botanikerin und Mykologin                                                                                     | 80    |       |
| 5. Februar  | Richard Schultz                 | deutscher Schauspieler und Theaterleiter                                                                                       | 64    |       |
| 5. Februar  | Julius Vermehren                | Lübecker Senator | 72    |       |
| 6. Februar  | Wilhelm Brandes                 | deutscher Schriftsteller und Altphilologe                                                                                      | 73    |       |
| 7. Februar  | Emil Ritterling                 | deutscher Althistoriker und Provinzialrömischer Archäologe                                                                     | 66    |       |
| 7. Februar  | Jan Svendsen                    | grönländischer Katechet und Landesrat                                                                                          | 66    |       |
| 8. Februar  | Leonti Nikolajewitsch Benois    | russischer Architekt, erbaute die Russische Kapelle in Darmstadt                                                               | 71    |       |
| 8. Februar  | Theodor Curtius                 | deutscher Chemiker | 70    |       |
| 8. Februar  | Maximilian von Gravenreuth      | deutscher Jurist und Politiker (Zentrum), MdR                                                                                  | 76    |       |
| 8. Februar  | Max von Mayer-Ahrdorff          | mährischer Geistlicher und Dichter                                                                                             |       |       |
| 9. Februar  | Michael Brandl                  | österreichischer Politiker, Abgeordneter zum Abgeordnetenhaus, Steiermärkischen Landtag und Provisorischen Nationalversammlung | 73    |       |
| 9. Februar  | Stephen Morgan                  | US-amerikanischer Politiker | 74    |       |
| 9. Februar  | William Howard Thompson         | US-amerikanischer Politiker | 56    |       |
| 10. Februar | Felix Decken                    | Theaterschauspieler, Opernsänger (Tenor) und Bühnenregisseur                                                                   | 63    |       |
| 10. Februar | José Sánchez del Río            | mexikanischer Märtyrer der katholischen Kirche                                                                                 | 14    |       |
| 11. Februar | John S. Collins                 | US-amerikanischer Quäker und Farmer der als einer der Gründer von Miami Beach gilt                                             | 90    |       |
| 12. Februar | Manfred von Clary und Aldringen | österreichischer Politiker | 75    |       |
| 13. Februar | Franz Christoph Büscher         | deutscher Jurist | 79    |       |
| 13. Februar | Carl Busley                     | deutscher Schiffsmaschinenbauingenieur                                                                                         | 77    |       |
| 13. Februar | Nora Girardi                    | österreichische Operettensängerin und Schauspielerin                                                                           | 30    |       |
| 13. Februar | Walter Haenel                   | deutscher Industrieller | 65    |       |
| 13. Februar | Édouard Nadaud                  | französischer klassischer Violinist und Musikpädagoge                                                                          | 65    |       |
| 13. Februar | Bernhard Stürtz                 | deutscher Paläontologe | 82    |       |
| 14. Februar | Johann Baptist Laßleben         | deutscher Heimatforscher, Lehrer und Verleger                                                                                  | 63    |       |
| 14. Februar | Ernesto Schiaparelli            | italienischer Ägyptologe | 71    |       |
| 14. Februar | Stanyarne Wilson                | US-amerikanischer Politiker | 68    |       |
| 15. Februar | Herbert Henry Asquith           | britischer Politiker der Liberalen Partei, Premierminister (1908–1916)                                                         | 75    |       |
| 15. Februar | Curt von Morgen                 | deutscher Offizier, zuletzt General der Infanterie, und Forschungsreisender                                                    | 69    |       |
| 16. Februar | Laird Howard Barber             | US-amerikanischer Politiker | 79    |       |
| 16. Februar | Charles Albert Fawsitt          | Chemiker |       |       |
| 16. Februar | Eddie Foy senior                | US-amerikanischer Schauspieler, Komiker und Tänzer                                                                             | 71    |       |
| 16. Februar | Adelrich Gyr                    | Schweizer Unternehmer | 84    |       |
| 16. Februar | Paul von Kneußl                 | bayerischer Offizier, zuletzt General der Infanterie sowie Staatsrat                                                           | 65    |       |
| 16. Februar | Hermann Leube                   | deutscher Fleischer, Kaufmann und Politiker (FVP), MdR                                                                         | 64    |       |
| 16. Februar | Friedrich Wilhelm von der Osten | deutscher Gutsbesitzer und Politiker                                                                                           | 85    |       |
| 17. Februar | Ludwig Ankenbrand               | deutscher Journalist | 38    |       |
| 17. Februar | Ōtsuki Fumihiko                 | japanischer Lexikograph, Historiker und Linguist                                                                               | 80    |       |
| 17. Februar | Frederick Kaiser                | US-amerikanischer Geher | 38    |       |
| 17. Februar | Hugo Carl Plaut                 | deutscher Arzt | 69    |       |
| 17. Februar | Georg L. Sarauw                 | dänischer Archäologe | 65    |       |
| 18. Februar | Karin Larsson                   | schwedische Künstlerin | 68    |       |
| 18. Februar | Robert Pfeil                    | deutscher Ingenieur und Regierungsbaumeister                                                                                   | 63    |       |
| 18. Februar | Rudolf Schulte im Hofe          | deutscher Maler und Grafiker                                                                                                   | 63    |       |
| 18. Februar | Wenzel Stark                    | deutscher Politiker (USPD), Abgeordneter des Oldenburger Landtags                                                              | 57    |       |
| 19. Februar | Wilhelm von Goßler              | preußischer Generalleutnant | 77    |       |
| 19. Februar | Bernhard Heine                  | deutscher HNO-Arzt und Hochschullehrer in Königsberg und München                                                               | 63    |       |
| 19. Februar | Rufin Steimer                   | Schweizer Kapuzinerprediger und Historiker                                                                                     | 61    |       |
| 20. Februar | Antonio Abetti                  | italienischer Astronom | 81    |       |
| 20. Februar | Josef Arbesser von Rastburg     | österreichischer Landschafts- und Architekturmaler                                                                             | 77    |       |
| 20. Februar | Juan González Arintero          | spanischer Theologe, Dominikaner und katholischer Priester                                                                     | 67    |       |
| 20. Februar | Anton Jehly                     | österreichischer Maler | 67    |       |
| 21. Februar | Pierre-Marie-Mondry Beaudouin   | französischer Gräzist und Professor für griechische Literatur                                                                  | 76    |       |
| 21. Februar | Ernest Cognacq                  | französischer Handelsunternehmer und Mitbegründer des Warenhauses La Samaritaine                                               | 88    |       |
| 21. Februar | Hans von Koester                | deutscher Großadmiral | 83    |       |
| 21. Februar | Ernst Robert Pietsch            | deutscher Landschaftsgärtner und Reiseschriftsteller                                                                           | 77    |       |
| 21. Februar | Émile Senart                    | französischer Indologe, Sanskritist, Kastenforscher                                                                            | 80    |       |
| 23. Februar | Félix Fuchs                     | belgischer Jurist und Kolonialadministrator                                                                                    | 70    |       |
| 23. Februar | Erich Weber                     | deutscher Schriftsteller | 28    |       |
| 24. Februar | Adamo Boari                     | italienischer Bauingenieur und Architekt                                                                                       | 64    |       |
| 24. Februar | Eduard Hahn                     | deutscher Agrarethnologe, Geograph und Wirtschaftshistoriker                                                                   | 71    |       |
| 24. Februar | Emil Heuser                     | deutscher Heimatforscher | 76    |       |
| 24. Februar | Felix Possart                   | deutscher Jurist und Maler | 90    |       |
| 24. Februar | Hugo Schoellkopf                | US-amerikanischer Chemiker und Unternehmer                                                                                     | 65    |       |
| 25. Februar | Gyula Kakas                     | ungarischer Turner, Olympiateilnehmer                                                                                          |       |       |
| 25. Februar | Gustav Stollberg                | deutscher Politiker (SPD), MdR                                                                                                 | 61    |       |
| 26. Februar | Johannes Chrząszcz              | oberschlesischer Priester, schlesischer Heimatforscher                                                                         | 70    |       |
| 26. Februar | Gunnar Setterwall               | schwedischer Tennisspieler | 46    |       |
| 26. Februar | Hermann Freiherr von Stein      | bayerischer Offizier, General der Artillerie im Ersten Weltkrieg                                                               | 69    |       |
| 27. Februar | Theodore Gordon Ellyson         | US-amerikanischer Pilot | 43    |       |
| 27. Februar | Heinrich Forschner der Ältere   | deutscher Maler | 74    |       |
| 27. Februar | Jürgen Kröger                   | deutscher kaiserlicher Baurat und Kirchenbaumeister                                                                            | 71    |       |
| 27. Februar | Karl Max von Lichnowsky         | deutscher Diplomat, Botschafter in Großbritannien (1912–1914)                                                                  | 67    |       |
| 27. Februar | Walo von May                    | Schweizer Künstler, Illustrator                                                                                                | 48    |       |
| 27. Februar | Rosa Otto-Martineck             | deutsche Theaterschauspielerin                                                                                                 | 91    |       |
| 27. Februar | Georg Seebeck                   | deutscher Unternehmer | 82    |       |
| 28. Februar | Hans Barth                      | deutscher Journalist und Schriftsteller                                                                                        | 65    |       |
| 28. Februar | Oscar Chajes                    | US-amerikanischer Schachspieler                                                                                                | 54    |       |
| 28. Februar | Marie Augustin Jean Doulcet     | französischer Diplomat | 62    |       |
| 28. Februar | Max Kahlke                      | deutscher Maler und Grafiker                                                                                                   | 36    |       |
| 28. Februar | Emerenz Meier                   | deutsche Schriftstellerin | 53    |       |
| 28. Februar | Edmund Reim                     | österreichischer Komponist und Dirigent                                                                                        | 68    |       |
| 29. Februar | Adolphe Appia                   | Schweizer Architekt | 65    |       |
| 29. Februar | Paul Dahlke                     | Wegbereiter des Buddhismus in Deutschland                                                                                      | 63    |       |
| 29. Februar | Armando Diaz                    | italienischer Generalstabschef                                                                                                 | 66    |       |
| 29. Februar | Josef Eisenhut                  | österreichischer Politiker, Landtagsabgeordneter, Abgeordneter zum Nationalrat                                                 | 63    |       |
| 29. Februar | Alexander Nehr                  | österreichischer Kunstschlosser und Kunstschmied                                                                               | 73    |       |
| 29. Februar | Benigna Schweizer               | deutsche Missionsschwester und Märtyrin                                                                                        | 31    |       |

## März
| Tag      | Name                                        | Beruf, bekannt als                                                                                           | Alter    | Beleg |
| -------- | ------------------------------------------- | --- | -------- | ----- |
| 1. März  | Edward Cooper                               | US-amerikanischer Politiker                                                                                  | 55       |       |
| 1. März  | Jacob Adolf Hägg                            | schwedischer Komponist                                                                                       | 77       |       |
| 1. März  | Ernst Josef Lesser                          | deutscher Physiologe                                                                                         | 48       |       |
| 2. März  | Otto von Moltke                             | deutscher Klosterprobst, Offizier und Politiker, MdR                                                         | 80       |       |
| 2. März  | Charles Rollo Peters                        | amerikanischer Maler                                                                                         | 65       |       |
| 3. März  | Otto von Glasenapp                          | Vizepräsident der Reichsbank                                                                                 | 74       |       |
| 3. März  | Hugo Alexander Koch                         | niederländischer Erfinder und Kryptologe                                                                     | 57       |       |
| 3. März  | Friedrich Krankenhagen                      | deutscher Gymnasiallehrer und Schuldirektor                                                                  |          |       |
| 3. März  | Simon Scharsch                              | Oblatenpriester (OMI)                                                                                        | 67       |       |
| 3. März  | Jan Toorop                                  | niederländischer Maler des Symbolismus                                                                       | 69       |       |
| 3. März  | Elsie Mackay                                | britische Flugpionierin                                                                                      | 34 o. 35 |       |
| 4. März  | Viktoria Blank                              | deutsche Opernsängerin (Alt) und Gesangspädagogin                                                            |          |       |
| 4. März  | Henri Dubois                                | Schweizer evangelischer Geistlicher und Hochschullehrer                                                      | 90       |       |
| 4. März  | Paul Sabatier                               | französischer Theologe und Historiker                                                                        | 69       |       |
| 4. März  | Aubrey Strahan                              | britischer Geologe                                                                                           | 75       |       |
| 4. März  | Franjo Vilhar Kalski                        | Komponist | 76       |       |
| 5. März  | Julius Ebbecke                              | deutscher Reichsgerichtsrat                                                                                  | 74       |       |
| 5. März  | Emil Mayrisch                               | luxemburgischer Stahlindustrieller, Präsident des Direktoriums der Arbed                                     | 65       |       |
| 6. März  | Carl Garrè                                  | Schweizer Chirurg                                                                                            | 70       |       |
| 6. März  | Viktor von Luck                             | deutscher Gutsbesitzer und Mitglied des preußischen Abgeordnetenhauses                                       | 85       |       |
| 6. März  | Emil Schomburg                              | deutscher lutherischer Geistlicher und Politiker                                                             | 57       |       |
| 6. März  | Olavo Egídio de Sousa Aranha                | brasilianischer Politiker und Bankier                                                                        | 65       |       |
| 7. März  | Jewgeni Andrejewitsch Berens                | russischer Admiral, Kommandeur der sowjetischen Marine (1919–1920)                                           | 51       |       |
| 7. März  | August Kraft                                | freikirchlicher Missionar, Erweckungsprediger                                                                | 65       |       |
| 7. März  | Gustav Lehmann                              | deutscher Pädagoge und Botaniker                                                                             | 74       |       |
| 7. März  | Theodor Petřina                             | österreichischer Arzt                                                                                        | 85       |       |
| 8. März  | Philip Bech                                 | dänischer Theater- und Stummfilmschauspieler                                                                 | 58       |       |
| 8. März  | Friedrich Bernard Hubert Freiherr von Korff | deutscher Landrat                                                                                            | 63       |       |
| 9. März  | Josef von Doblhoff-Dier                     | österreichischer Dichter, Diplomat und Forschungsreisender                                                   | 83       |       |
| 9. März  | Alfredo Gargiullo                           | italienischer Leichtathlet                                                                                   | 21       |       |
| 9. März  | Julius Goerdeler                            | deutscher Richter                                                                                            | 83       |       |
| 9. März  | Alexander Miller Harvey                     | US-amerikanischer Politiker                                                                                  | 60       |       |
| 9. März  | Kid Lavigne                                 | US-amerikanischer Boxer                                                                                      | 58       |       |
| 11. März | Georges Guiraud                             | französischer Komponist, Organist und Musikpädagoge                                                          | 60       |       |
| 11. März | Theodor von Haering                         | deutscher lutherischer Theologe und Hochschullehrer                                                          | 79       |       |
| 11. März | Dion Martinez                               | kubanisch-amerikanischer Schachspieler                                                                       | 90       |       |
| 11. März | Franz Roubaud                               | russischer Maler                                                                                             | 71       |       |
| 12. März | Wilhelm von Branca                          | deutscher Geologe und Paläontologe                                                                           | 83       |       |
| 12. März | Marija Nikolajewna Jermolowa                | bedeutende russische Drama-Schauspielerin am Moskauer Maly-Theater                                           | 74       |       |
| 12. März | William Albin Young                         | US-amerikanischer Politiker                                                                                  | 67       |       |
| 13. März | Richard John                                | deutscher Theaterschauspieler und -regisseur                                                                 | 83       |       |
| 13. März | William Kent                                | US-amerikanischer Politiker                                                                                  | 63       |       |
| 14. März | Agnes Gosche                                | deutsche Philologin                                                                                          | 70       |       |
| 15. März | Charles Loeser                              | US-amerikanischer Kunstsammler und Kunsthistoriker mit deutschen Wurzeln                                     | 64       |       |
| 15. März | Julius Pommer                               | deutscher Verwaltungsbeamter                                                                                 | 74       |       |
| 15. März | August Ullrich                              | deutscher Kaufmann und Heimatforscher                                                                        | 71       |       |
| 16. März | Hans Morgenthaler                           | Schweizer Schriftsteller, Geologe und Alpinist                                                               | 37       |       |
| 16. März | Ōya Tōru                                    | japanischer Linguist                                                                                         | 77       |       |
| 17. März | Theodor Zincke                              | deutscher Chemiker und Pharmazeut und Hochschullehrer                                                        | 84       |       |
| 18. März | Julie Abich                                 | österreichische Theater- und Filmschauspielerin                                                              | 75       |       |
| 18. März | Paul van Ostaijen                           | flämischer Dichter                                                                                           | 32       |       |
| 18. März | Jesse F. Stallings                          | US-amerikanischer Rechtsanwalt und Politiker                                                                 | 71       |       |
| 19. März | Nora Bayes                                  | US-amerikanische Sängerin                                                                                    | 47       |       |
| 19. März | David Ferrier                               | britischer Neurowissenschaftler                                                                              | 85       |       |
| 19. März | Bernhard Schlee                             | deutscher Jurist, und Politiker (NLP), MdR                                                                   | 69       |       |
| 19. März | Emil Wiechert                               | deutscher Physiker und Seismologe                                                                            | 66       |       |
| 20. März | Tadeusz Browicz                             | polnischer Pathologe                                                                                         | 80       |       |
| 20. März | William Henry                               | britischer Schwimmer und Wasserballspieler                                                                   | 68       |       |
| 20. März | Werner von Heynitz                          | preußischer Generalleutnant                                                                                  | 74       |       |
| 20. März | J. Ross Mickey                              | US-amerikanischer Politiker                                                                                  | 72       |       |
| 20. März | James Ward Packard                          | US-amerikanischer Unternehmer und Ingenieur                                                                  | 64       |       |
| 21. März | Karl August Graf von Kospoth                | Fideikommissherr auf Briese in Niederschlesien                                                               | 91       |       |
| 21. März | Edward Walter Maunder                       | englischer Astronom und Bibelforscher                                                                        | 76       |       |
| 21. März | William Cameron Sproul                      | US-amerikanischer Politiker                                                                                  | 57       |       |
| 22. März | Helmut Daube                                | deutsches Mordopfer                                                                                          | 19       |       |
| 22. März | Friedrich Jenner                            | deutscher Architekt und Baubeamter                                                                           | 64       |       |
| 23. März | Karoline Balser                             | deutsche Politikerin und hessische Landtagsabgeordnete                                                       | 54       |       |
| 23. März | Alexander Baumann                           | deutscher Flugzeugkonstrukteur                                                                               | 52       |       |
| 23. März | Woodbridge Nathan Ferris                    | US-amerikanischer Politiker                                                                                  | 75       |       |
| 23. März | Anton Rheinländer                           | deutscher Politiker (Zentrums), MdR                                                                          | 61       |       |
| 24. März | Michael Doeberl                             | deutscher Historiker                                                                                         | 67       |       |
| 24. März | Walther Kausch                              | deutscher Chirurg                                                                                            | 60       |       |
| 24. März | Charlotte Mew                               | englische Dichterin                                                                                          | 58       |       |
| 24. März | Alois Rottensteiner                         | österreichischer Politiker (CS), Landtagsabgeordneter                                                        | 78       |       |
| 24. März | Wilhelm Karl von Urach                      | Chef des Hauses Urach und General der Kavallerie in der Württembergischen Armee                              | 64       |       |
| 25. März | Nina Bang                                   | dänische sozialdemokratische Politikerin, erste weibliche dänische Ministerin                                | 61       |       |
| 25. März | Wilhelm von Trotha                          | deutscher Offizier, Journalist und Schriftsteller                                                            | 55       |       |
| 25. März | George Henry Lütgens                        | Hamburger Reeder und Politiker, MdHB                                                                         | 71       |       |
| 26. März | Gustav Beckmann                             | deutscher Historiker                                                                                         | 63       |       |
| 26. März | Helene Migerka                              | österreichische Schriftstellern und Frauenrechtlerin                                                         | 60       |       |
| 27. März | Gustav Ernst Abendroth                      | südafrikanischer Organist, Komponist und Dirigent deutscher Herkunft                                         | 83       |       |
| 27. März | Juraj Biankini                              | österreichischer bzw. jugoslawischer Politiker                                                               | 80       |       |
| 27. März | Walther von Jagow                           | deutscher Offizier, zuletzt General der Kavallerie                                                           | 60       |       |
| 28. März | Karl Bohny                                  | Schweizer Arzt, Präsident des Schweizerischen Roten Kreuzes                                                  | 71       |       |
| 28. März | Fiorello Giraud                             | italienischer Opernsänger                                                                                    | 57       |       |
| 28. März | Paul Hoffmann                               | deutscher Politiker (SPD), MdHB und Hamburger Senator                                                        | 64       |       |
| 28. März | Kalle Mikkolainen                           | finnischer Turner                                                                                            | 45       |       |
| 28. März | Nathan Stubblefield                         | US-amerikanischer Erfinder und Melonenfarmer                                                                 | 67       |       |
| 29. März | George Cave, 1. Viscount Cave               | britischer Anwalt und Politiker, Mitglied des House of Commons                                               | 72       |       |
| 29. März | Hanns von Gumppenberg                       | deutscher Schriftsteller und Theaterkritiker                                                                 | 61       |       |
| 29. März | Georg Hilpisch                              | deutscher Geistlicher                                                                                        | 81       |       |
| 29. März | Epaminondas Jácome                          | brasilianischer Politiker, Gouverneur von Acre                                                               | 60       |       |
| 29. März | Carl Junker                                 | österreichischer Journalist, Syndikus des Vereines der österreichisch-ungarischen Buchhändler und Historiker | 63       |       |
| 29. März | Jósef Kristóffy                             | ungarischer Politiker                                                                                        | 70       |       |
| 30. März | Adolf Angst                                 | Schweizer Unternehmer                                                                                        | 82       |       |
| 30. März | Frank B. Willis                             | US-amerikanischer Politiker                                                                                  | 56       |       |
| 31. März | Gustave Ador                                | Schweizer Politiker, Präsident des IKRK                                                                      | 82       |       |
| 31. März | Friedrich von Dewitz                        | mecklenburgischer Gutsbesitzer, Regierungschef von Mecklenburg-Strelitz (1885–1907)                          | 84       |       |
| 31. März | Washington Gardner                          | US-amerikanischer Politiker                                                                                  | 83       |       |
| 31. März | Maurice Léna                                | französischer Dramatiker und Librettist                                                                      | 68       |       |
| 31. März | Ernst August von Meding                     | deutscher Staatsbeamter und Regierungschef von Reuß älterer Linie                                            | 72       |       |
| 31. März | Felix Müller                                | deutscher Mathematiker und Mathematikhistoriker                                                              | 84       |       |
| 31. März | Medardo Rosso                               | italienisch-französischer Bildhauer                                                                          | 69       |       |